# Chien (film)
Pour les articles homonymes, voir Chien et Chien (homonymie).
Pour plus de détails, voir Fiche technique et Distribution.
Chien est une comédie dramatique franco-belge coécrite et réalisée par Samuel Benchetrit et sortie en 2017. Il s’agit de l'adaptation du roman du même nom du réalisateur, publié en 2015.
Le film est sélectionné en compétition officielle et projeté en avant-première mondiale en août 2017 au festival international du film de Locarno.

## Synopsis
Jacques Blanchot perd sa femme, son travail et son logement. Devenu rapidement étranger au monde qui l’entoure, il est recueilli par Max, patron d’une animalerie. Ce dernier, sadique et humiliant, dresse Jacques qui devient littéralement son chien...

## Fiche technique
- Titre original : Chien
- Réalisation : Samuel Benchetrit

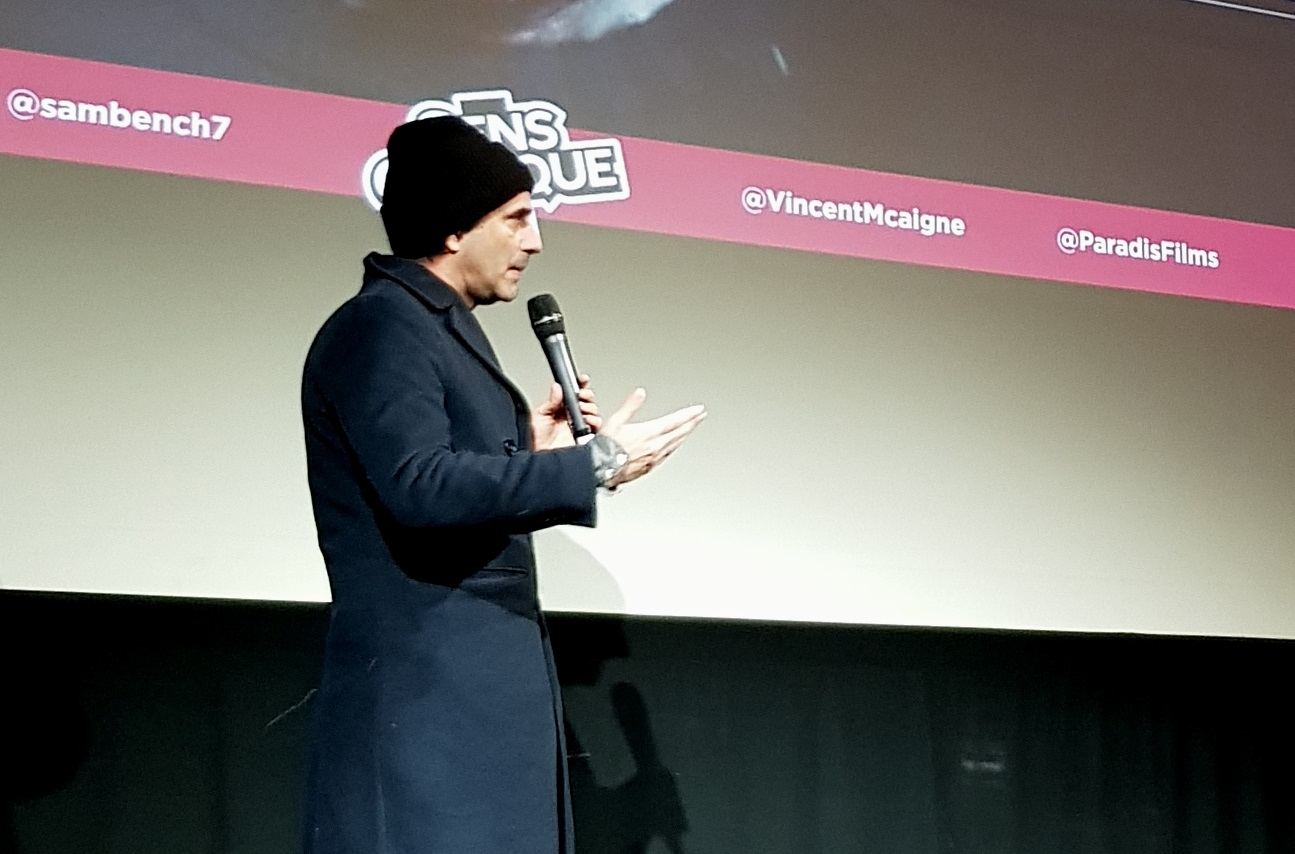
Samuel Benchetrit présentant son film à une avant-première.

- Scénario : Samuel Benchetrit et Gábor Rassov, d’après le roman éponyme de Samuel Benchetrit
- Décors : Hubert Pouille
- Costumes : Mimi Lempicka
- Photographie : Guillaume Deffontaines
- Montage : Thomas Fernandez
- Musique : Richard Reed Parry[1]
- Production : Marie Savare
- Société de production : Single Man Productions ; UMedia Productions (coproduction)
- Société de distribution : Paradis Films
- Pays de production :  France,  Belgique
- Langue originale : français
- Format : couleur
- Genre : comédie dramatique
- Durée : 90 minutes
- Dates de sortie :
  - Suisse : 7 août 2017 (Festival international du film de Locarno)
  - France : 21 octobre 2017 (Festival international du film indépendant de Bordeaux) ; 14 mars 2018 (sortie nationale)
  - Belgique : 2 mai 2018

## Distribution
- Vincent Macaigne : Jacques Blanchot
- Bouli Lanners : Max
- Vanessa Paradis : Hélène, la femme de Jacques
- Tom Canivet : Victor, le fils de Jacques et Hélène
- Éric De Staercke : le patron de Jacques
- Anton Kouzemin : Michaël, dit « le petit génie », neveu du patron de Jacques
- Fabrice Adde : le réceptionniste de l'hôtel
- Alexandre von Sivers

## Production
Le rôle de Max, finalement attribué à Bouli Lanners, était initialement prévu pour Jean-Claude Van Damme, comme l'explique Samuel Benchetrit :

« Quand j’ai écrit le livre, j’avais l’image de Chuck Norris en tête : cette figure angoissante d’un homme sûr de son fait et qui n’en démordra jamais. En l’occurrence, ce dresseur déçu par les hommes - et sans doute encore plus par les femmes - ne jure que par les animaux et l’autorité violente qu’il exerce sur eux. Il parle des bêtes comme il pense aux hommes. Physiquement, Jean-Claude me paraissait parfaitement correspondre à ce que j’avais en tête. Mais j’ai assez vite compris qu’on n’avait pas la même vision des choses. Je ne sais pas s’il avait vraiment compris le film que je voulais faire, et les moyens financiers dont je disposais !! On s’est donc séparé à l’amiable. »

— Samuel Benchetrit

## Sélections
- Festival international du film de Locarno 2017 : sélection « Piazza Grande »
- Festival international du film francophone de Namur 2017 : sélection « Compétition officielle »
- Festival du film de Hambourg 2017 : sélection « Voilà! »
- Festival international du film indépendant de Bordeaux 2017 : sélection « Avant-première »
- Festival international du film de La Roche-sur-Yon 2017 : en compétition en sélection officielle.